# Jurjuzan
Denna artikel handlar om staden Jurjuzan. För floden, se Jurjuzan (älv).

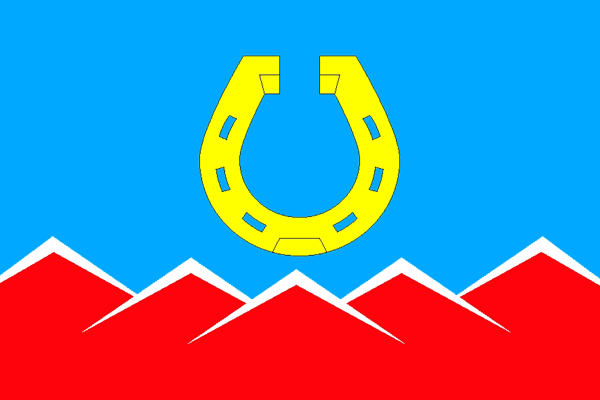
Jurjuzans flagga.

Jurjuzan (ryska: Юрюза́нь) är en stad i Tjeljabinsk oblast i Ryssland. Folkmängden uppgick till 12 088 invånare i början av 2015.